# Burlescombe
 (novembre 2024).
Si vous disposez d'ouvrages ou d'articles de référence ou si vous connaissez des sites web de qualité traitant du thème abordé ici, merci de compléter l'article en donnant les références utiles à sa vérifiabilité et en les liant à la section « Notes et références ».
Burlescombe est un village et une paroisse civile du Devon, situé dans l'Angleterre du Sud-Ouest. 

## Personnalités liées à la commune
- James « Jumper » Wide, aiguilleur et maître du babouin Jack[1].